# Jetty Gitari
Jetty Gitari (Sint-Niklaas, 13 augustus 1927 – Antwerpen, 29 april 2008), artiestennaam van Mariette Verhulst, was een Vlaamse charmezangeres. Ze behaalde haar grootste successen in de jaren vijftig.

## Levensloop
Gitari brak in 1951 door met het nummer De orgelman. Andere bekende hits waren de liedjes Waterval (1951), Poinciana (1953) en 'n Kleinigheidje zegt soms veel (1954). Haar grootste succes was echter het nummer Oh Heideroosje, dat ze samen met Ray Franky inzong omstreeks 1954.
Net als tal van andere Vlaamse vedetten in de jaren vijftig bracht Gitari haar platen uit bij het label Decca. De meeste van haar opnames werden gemaakt te Brussel met de orkesten van Emile Deltour, Harry Frékin, Lou Logist en Jack Say. 
In 1960 zette ze een punt achter haar zangcarrière, al bleef ze door de jaren heen wel nog af en toe optreden. Met haar man leidde zij nadien een kunstgalerij. In 2008 overleed Gitari op 80-jarige leeftijd in het Antwerpse Sint-Elisabethgasthuis.